# 坂口䙥子
坂口䙥子（1914年9月30日—2007年2月6日），熊本縣八代市出生，是日治時期小說家、教師。曾三度入圍芥川賞。

## 生平

### 出生與熊本時代
1914年9月30日，原名山本䙥子的坂口䙥子，作為山本慶太郎與マキ的次女，出生於熊本縣八代市。山本慶次郎為地方仕紳，後則擔任八代町町長。1927年，坂口䙥子進入八代高等女學校就讀，隔年以「南篠小百合」為筆名，投稿掌篇〈こはれた時計〉，刊載於《少女俱樂部》的「讀者文藝」。是坂口䙥子目前可見最初的作品。
八代高等女學校畢業後，進入熊本女子師範學校就讀。後擔任母校代陽小學校的教師。此時期坂口䙥子參加熊本的短歌雜誌《龍燈》，多撰寫以「失戀」和「家庭」為題材的短歌。後因為失戀之故，1938年渡台。

### 台灣時代
1938年，渡台後的坂口䙥子進入台中州北斗郡北斗尋常小學校任教。此時期認識《龍燈》台灣支部，在田中公學校任教的坂口貴敏。後由於身體健康之故，坂口䙥子於1939年返回故鄉熊本。回國之前，受到坂口貴敏妻子清子之託，清子提及若自己不幸逝世，要託坂口䙥子照顧坂口貴敏與其孩子。坂口䙥子返回日本不久，清子便不幸逝世。1940年，坂口䙥子依約返回台灣，與坂口貴敏結婚。同年，坂口䙥子也開始認真進行文藝創作，開始於《台灣新聞》發表作品。並以〈黑土〉獲得「臺灣放送協會十周年記念文藝」的特選。而由於坂口䙥子身處台中，與台中文化人，如《台灣新聞》文藝部長田中保男有所交集。
1942年，坂口䙥子參加以張文環為首的《台灣文學》，並於其中發表作品。而於《台灣文學》2卷一號發表的作品〈時計草〉，被台灣總督府以「批評理番政策」為由，從原本48頁的篇幅削減成為2頁。而後〈時計草〉完整版本被刊於1943年由清水書店出版的《鄭一家》。但由於被削減的版本目前未見，因此無法得知前後兩個版本的差異。同年，坂口䙥子以〈燈〉一文獲得台灣文學獎勵賞。而〈燈〉也收錄於清水書店出版的《鄭一家》（總計收錄〈鄭一家〉、〈春秋〉、〈微涼〉、〈黑土〉、〈時計草〉、〈燈〉六篇作品），並由畫家陳春德進行裝幀。
在太平洋戰爭末期，坂口䙥子母子在楊逵的勸說之下，往原住民族居住地疏散，並且坂口䙥子還代替應召中的坂口貴敏擔任「中原蕃童教育所」的代理教師。直到1946年1月，坂口䙥子才離開當地。3月遣返回到日本。

### 戰後熊本時代與芥川賞
戰後的坂口䙥子為了維持家計，進入玉名家政高等学校擔任教員，並且於1951年左右開始以「蕃地」為主軸進行相關創作。研究者小笠原淳在坂口䙥子未發表作品〈不貞〉等原稿上，發現了作家丹羽文雄的批閱筆跡。於此顯示，此時期的坂口䙥子很可能在文學上向丹羽文雄請益，並且在其推薦下，發表於丹羽主宰的文學雜誌《文學者》。
1953年，坂口䙥子以〈蕃地〉一篇小說入選新潮社文學賞。1954年由新潮社出版單行本《蕃地》，其中收錄了〈蕃地〉、〈ピビッキの話〉、〈霧社〉三篇作品。而1957年坂口貴敏逝世，坂口一家家境逐漸困頓，坂口䙥子創作也陷入低迷。在文學同人的鼓勵下，1960年，坂口䙥子刊登於《詩と真実》139號（1960年11月）的〈蕃婦ロポウの話〉入圍第44回芥川賞。於該次評審中，〈蕃婦ロポウの話〉雖然獲得了佐藤春夫、丹羽文雄以及井上靖三人的高評價，但最終尚未獲得芥川賞。而後以〈猫のいる風景〉和〈風葬〉再次入圍第47回、第51回芥川賞，但皆與獲獎擦身而過。在三度入選芥川賞但未獲獎後，坂口䙥子逐漸減少文學創作。1967年2月，於《花泉》中連載自傳小說〈母の像〉直至1975年止，總計三部，每部四章，每章四到十三回不等。最終，坂口䙥子於2007年2月6日逝世。

## 著作

### 單行本
- 《鄭一家　曙光 （日本植民地文学精選集37（台湾編 12））》（東京：ゆまに書房， 2001年9月）。

收錄：〈鄭一家〉、〈春秋〉、〈微凉〉、〈黒土〉、〈時計草〉、〈灯〉、〈破壞〉、〈霧〉、〈杜秋泉〉、〈引田の赤猪子〉、〈母の手紙〉、〈曙光〉。
- 《霧社（坂口䙥子作品集2）》（東京： コルベ出版社，1978年4月）。

收錄：〈霧社〉、〈"蕃地"との関わり〉。
- 《蕃社の譜（坂口䙥子作品集1）》（東京： コルベ出版社，1978年3月）。

收錄：〈蕃地〉、〈蕃地のイヴ〉、〈ダダオ・モーナの死〉、〈ビッキの話〉、〈蕃婦ロポウの話〉。
- 《蕃婦ロポウの話》（東京：大和出版，1961年4月5日）。

收錄：〈蕃婦ロポウの話〉（昭和28年3月新潮社「文學獎」受賞）、〈蕃地のイヴ〉（昭和35年《詩と真実》139號、第44回芥川賞候補作品）、〈蕃地〉、〈タダオ・モーナの死〉。
- 《蕃地》（東京：新潮社，1954年）。

收錄：〈蕃地〉、〈ピビッキの話〉、〈霧社〉。
- 《曙光（台灣文庫3）》（盛興出版部：1943年12月18日）。

收錄：〈破壞〉、〈霧〉、〈杜秋泉〉、〈引田の赤猪子〉、〈母の手紙〉、〈曙光〉。
- 《鄭一家》（清水書店：1943年9月7日）裝幀：陳春德。

收錄：〈鄭一家〉、〈春秋〉、〈微凉〉、〈黑土〉、〈時計草〉、〈灯〉。

### 合集
- 浅田次郎、奥泉光、川村湊、高橋敏夫、成田龍一編《コレクション戦争と文学》（東京：集英社， 2012年12月）。

收錄：〈蕃婦ロポウの話〉。
- 中島利郎編，《「台湾新報・青年版」作品集 (日本統治期台湾文学集成23)》（緑蔭書房，2007年2月）。

收錄：〈泣かぬ弟〉、〈母から母へ〉。
- 中島利郎編，《「台湾鉄道」作品集 2 (日本統治期台湾文学集成 22)》（緑蔭書房，2007年2月）。

收錄：〈秋夜〉。
- 尾形明子、長谷川啓監修，《戦後の出発と女性文学 第9巻 (昭和29年)》（東京：ゆまに書房，2003年5月）。

收錄：〈煙草〉（《新潮》51卷6號（1954年6月））。
- 尾形明子、長谷川啓監修，《戦後の出発と女性文学 第8巻 (昭和28年)》（東京：ゆまに書房，2003年5月）。

收錄：〈蕃地或る女の生立ち〉（《新潮》50卷10號（1953年10月））。
- 中島利郎、河原功編，《日本統治期台湾文学日本人作家作品集 第5巻》（緑蔭書房，1998年7月）。

收錄：〈鄭一家〉、〈微涼〉、〈灯〉、〈曙光〉、〈時計草〉、〈遺書〉、〈盂蘭盆〉、〈川は流れ止まず父母に代りて記す〉。
- 黒川創編，《南方・南洋/台湾 (<外地>の日本語文学選1)》（東京：新宿書房，1996年1月）。

收錄：〈春秋〉、〈隣人〉。

## 相關研究

### 台灣研究
- 吳佩珍，〈坂口䙥子的「台灣書寫」」──「性╱別」、「再現」與「自我再現」〉，《福爾摩沙與扶桑的邂逅：日治時期台日文學與戲劇流變》（台北：台大出版中心，2022年3月），頁212-235。
- 呂思妤，〈重現的真實與虛構：以坂口䙥子〈番婦羅婆的故事〉為例〉，《擴展 臺灣文學：第十六屆全國臺灣文學研究生學術研討會論文集》（台南：台灣文學館，2019年12月），頁457-473。
- 朱惠足，〈〈性別化的國族「血統」想像：殖民地台灣小說中的台日混血兒〉〉，《帝國下的權力與親密：殖民地台灣小說中的種族關係》（台北：麥田，2017年8月），頁213-258（坂口䙥子〈時計草〉）。
- 小辻菜菜子，〈坂口䙥子的霧社事件三部曲─〈霧社〉、〈 達道・莫那之死〉、〈蕃婦羅波烏的故事〉〉（台北：國立政治大學台灣文學研究所碩士學位論文，2016年）。
- 江柏瑩，〈台灣日治時期的真杉静枝與坂口䙥子研究 －以台灣表象為中心－〉（台北：輔仁大學日本語文學系碩士學位論文，2014年）。
- 蔡念純，〈日本統治期的台灣文學 ―呂赫若和坂口零子的比較研究〉（台南：長榮大學應用日語學系碩士學位論文，2011年）。
- 北見吉弘，〈坂口れい子が描いた農業移民像に関して〉，《真理大學人文學報》5期（2007年4月），頁193-210。
- 林慧君，〈殖民帝國女性之眼－論坂口䙥子小說中的台灣女性形象〉，《中外文學》36卷1期（2007年3月），頁155-182。
- 林雪星，〈論坂口䙥子小說理所描述的農業移住民的鄉愁－以〈黑土〉〈春秋〉〈曙光〉三部曲為主〉，《台灣日本語文學報》21期 (2006年12月)， 頁121-145。
- 林慧君，〈坂口䙥子小說人物的身分認同——以〈鄭一家〉、〈時計草〉為中心〉，《台灣文學研究學報》8期（2006年6月），頁123-145。
- 林雪星，〈兩個祖國的漂泊者－從坂口䙥子的《鄭一家》及真杉靜枝的《南方紀行》《囑附》中的人物來看〉，《東吳外語學報》22期 (2006年3月)， 頁39-64。
- 黃素珍，〈坂口澪子之小説研究－以日本統治期在台期間之小說研究為中心－〉（台北：淡江大學日本研究所碩士學位論文，2006年）。
- 洪正寵，〈台灣文壇的坂口䙥子〉（高雄：國立高雄第一科技大學應用日語所碩士學位論文，2004年）。
- 垂水千惠著、凃翠花譯，〈台灣文壇中的日本人―坂口䙥子和台灣作家〉，《台灣的日本語文學》（台北：前衛出版，1998年2月），頁113-134。
- 大原美智，〈坂口䙥子研究〉（台南：國立成功大學歷史學系碩士學位論文，1996年）。

### 日本研究
- 小笠原淳，〈鏡像とロマンスの蕃地物語 : 新発見資料「樹霊」から坂口䙥子「蕃婦ロポウの話」を読み解く〉，《植民地文化研究 : 資料と分析》20期（2021年，頁174-188。
- 吳佩珍，〈真杉静枝と坂口鿅子の台湾表象-「自伝的小説」に描かれた日台植民地史〉，マシュー・オーガスティン編《明治維新を問い直す : 日本とアジアの近現代》（福岡：九州大学出版会，2020年4月）。
- 簡中昊〈「還元」された野蛮人像 : 坂口䙥子の「蕃地」文学に関する一考察〉，《天理臺灣學報》25號（2016年7月），頁141-159。
- 彭妍蓁，〈坂口䙥子文学研究〉（大阪：關西大學博士（文學）學位論文，2016年）。
- 彭妍蓁，〈坂口[レイ]子と戦争 : 「灯」を通して〉，《国文学》100號（2016年3月），頁299-309。
- 小笠原淳，〈坂口[レイ]子の台湾蕃地小説とその系譜 : 戦中と戦後を通して〉，《日本台湾学会報》17號（2015年9月），頁165-184。
- 廖秀娟，〈坂口[レイ]子「曙光」論 : 戦時下における銃後女性の役割から〉，《天理台湾学会年報》24期（2015年6月），頁37-52。
- 李文茄，〈坂口[レイ]子の台湾「蕃地作品」における女性像と植民地的ノスタルジアの政治性〉，《社会文学》41號（2015年），頁88-100。
- 楠井清文，〈坂口[レイ]子(れいこ)・〈蕃地〉小説の世界 : 熊本時代の執筆活動を中心に〉100號（2014年5月），頁155-174。
- 小笠原淳，〈坂口れい子の半生〉，《熊本日日新聞》2013年11月15日、16日、17日。
- 彭妍蓁，〈坂口[レイ]子「風葬」論〉，《阪神近代文学研究》13號（2012年9月），頁108-119。
- 彭妍蓁，〈坂口[レイ]子「蟷螂の歌」論〉，《国文学》96號（2012年3月），頁309-323。
- 彭妍蓁，〈坂口[レイ]子「蕃地」論〉，《千里山文学論集》83號（2010年3月），頁338-358。
- 奥出健，〈戦時下台湾の「愛」--坂口[レイ]子「時計草」を中心に〉，《湘南短期大学紀要》20號，頁137-142。
- 李文茹，〈坂口[レイ]子の移民小説と戦争協力〉，《天理台湾学会年報》13期（2004年7月），頁29-41。
- 李文茹，〈偽装アイデンティティ--坂口〔レイ〕子「鄭一家」をめぐって〉，《表現と創造》3號（2002年7月），頁43-55。
- 王曉芸，〈坂口れい子の「時計草」を中心に--異民族統治への協力〉，《天理台湾学会年報》10期（2001年3月），頁121-130。
- 垂水千惠，〈台湾文壇の中の日本人―坂口䙥子と台湾人作家〉，《台湾の日本語文学―日本統治時代の作家たち》（五柳書院，1995年1月）。

### 著作目錄
- 中島利郎編，〈坂口䙥子著作目録、坂口䙥子研究文献目録〉，《日本統治期台湾文学研究文献目録》(東京:綠蔭書房, 2000年)，頁309-327。
- 楠井清文編，〈【資料】坂口䙥子．『熊本日日新聞』、『西日本新聞』寄稿目録〉，收錄於〈坂口[レイ]子(れいこ)・〈蕃地〉小説の世界 : 熊本時代の執筆活動を中心に〉100號（2014年5月），頁171-174。

## 外部連結
- 熊本縣廳（页面存档备份，存于）
- 坂口䙥子-芥川賞候補作家-44SR - nifty
- 獨行如犀角>坂口䙥子『蕃婦ロポウの話』
- 八代が生んだ作家　坂口れい子 （页面存档备份，存于）
- 坂口䙥子-臺灣女人 （页面存档备份，存于）